# Regine Clauwaert
Regine Marie Clauwaert (Gent, 30 maart 1942) is een Vlaams presentatrice.

## Carrière
In 1961 begon Clauwaert haar loopbaan bij de toenmalige BRT als presentatrice van het programma Zoeklicht. Hierna presenteerde zij programma's als Tienerklanken, Tenuto, Zeskamp, 100.000 of niets (1968: gastvrouw), de trekking van de Nationale Loterij, Spel zonder grenzen en het cultuurprogramma Kunstzaken. In Nederland was ze samen met Koos Postema te zien in het praatprogramma Zuid-Noord.
Verder sprak Clauwaert ook de stemmen in van de personages uit Plons (1984-1988), dat bij de Vlaamse omroep BRT te zien was.
Na haar carrière voor de camera ging Clauwaert in 1997 aan het werk achter de schermen van Canvas, waar ze netmanager was. In 2007 ging zij met pensioen.